# Llista de topònims de Pontellà
Llista de topònims (noms propis de lloc) de Pontellà (Rosselló).
Informació actualitzada per un bot. Els canvis manuals es perdran quan s'actualitzi!

## església
| imatge | Nom                      | Ubicat a | instància de          | Detalls                                                                               | coordenades                                                                    | Protecció | Commons (més fotos)               | Dades a WD                    |
| ------ | ------------------------ | -------- | --------------------- | ------------------------------------------------------------------------------------- | ------------------------------------------------------------------------------ | --------- | --------------------------------- | ----------------------------- |
|        | Sant Esteve de Pontellà  | Pontellà | església Ús: església | Estil: arquitectura romànica Dedicat a: Esteve màrtir                                 | 42° 37′ 34″ N, 2° 48′ 46″ E / 42.6262°N,2.8129°E Catalunya del Nord 107.6 msnm |           | Église Saint-Étienne de Ponteilla | Modifica les dades a Wikidata |
|        | Sant Martí de Nils       | Pontellà | església Ús: església | Estil: arquitectura romànica Dedicat a: Sant Martí de Tours                           | 42° 37′ 42″ N, 2° 50′ 47″ E / 42.6284°N,2.8464°E Nils 63.4 msnm                |           | Église Saint-Martin de Nyls       | Modifica les dades a Wikidata |
|        | Sant Nicolau d'Aiguaviva | Pontellà | església Ús: església | Estil: arquitectura romànica Anomenat per: Nicolau de Mira Dedicat a: Nicolau de Mira | 42° 38′ 21″ N, 2° 49′ 05″ E / 42.6392°N,2.81806°E Rosselló 82.6 msnm           |           |                                   | Modifica les dades a Wikidata |
|        | Santa Maria de Nyils     | Pontellà | església              |                                                                                       | 42° 37′ 41″ N, 2° 50′ 45″ E / 42.628055555556°N,2.8459722222222°E 67.8 msnm    |           | Église Sainte-Marie de Nyls       | Modifica les dades a Wikidata |

## Misc
| imatge | Nom                            | Ubicat a                    | instància de                          | Detalls | coordenades                                                                                             | Protecció | Commons (més fotos)                          | Dades a WD                    |
| ------ | ------------------------------ | --------------------------- | ------------------------------------- | ------- | --- | --------- | -------------------------------------------- | ----------------------------- |
|        | Castell de Pontellà            | Pontellà                    | castell                               |         | 42° 37′ 37″ N, 2° 48′ 44″ E / 42.627027777778°N,2.8121944444444°E 108.5 msnm                            |           |                                              | Modifica les dades a Wikidata |
|        | Nils                           | Pirineus Orientals Pontellà | vilatge                               |         | 42° 37′ 42″ N, 2° 50′ 44″ E / 42.6282°N,2.84547°E                                                       |           | Nyls                                         | Modifica les dades a Wikidata |
|        | Ponteilla                      | Pontellà                    | estació de ferrocarril                |         | 42° 37′ 42″ N, 2° 48′ 14″ E / 42.628472°N,2.803853°E                                                    |           |                                              | Modifica les dades a Wikidata |
|        | Recinte fortificat de Pontellà | Pontellà                    | edifici                               |         | 49.7 msnm                                                                                               |           |                                              | Modifica les dades a Wikidata |
|        | casa de la vila de Pontellà    | Pontellà                    | instal·lació Ús: seu del govern local |         | 42° 37′ 35″ N, 2° 48′ 40″ E / 42.6265244980911°N,2.81122292509727°E fr:RUE DU CONFLENT, 66300 PONTEILLA |           | Town hall of Ponteilla (Pyrénées-Orientales) | Modifica les dades a Wikidata |
|        | mas de Sant Nicolau            | Pontellà                    | château masia                         |         | 42° 38′ 20″ N, 2° 49′ 04″ E / 42.638888888888886°N,2.8177777777777777°E                                 |           |                                              | Modifica les dades a Wikidata |